# Lithothamnion elegans
Lithothamnion elegans Foslie, 1895  é o nome botânico  de uma espécie de algas vermelhas  pluricelulares do gênero Lithothamnion, subfamília Melobesioideae.
- São algas marinhas encontradas na Baixa Califórnia (México).

## Sinonímia
- Não apresenta sinônimos.